# V zone osobogo vnimanija
V zone osobogo vnimanija (russisk: В зоне особого внимания) er en sovjetisk spillefilm fra 1978 af Andrej Maljukov.

## Medvirkende
- Boris Galkin — Viktor Pavlovitj Tarasov
- Mihai Volontir — Aleksandr Volentir
- Sergej Volkasj — Aleksej Jegorov
- Igor Ivanov
- Anatolij Kuznetsov — Gennadij Semjonovitj Morosjkin